# Vasaparken, Uppsala

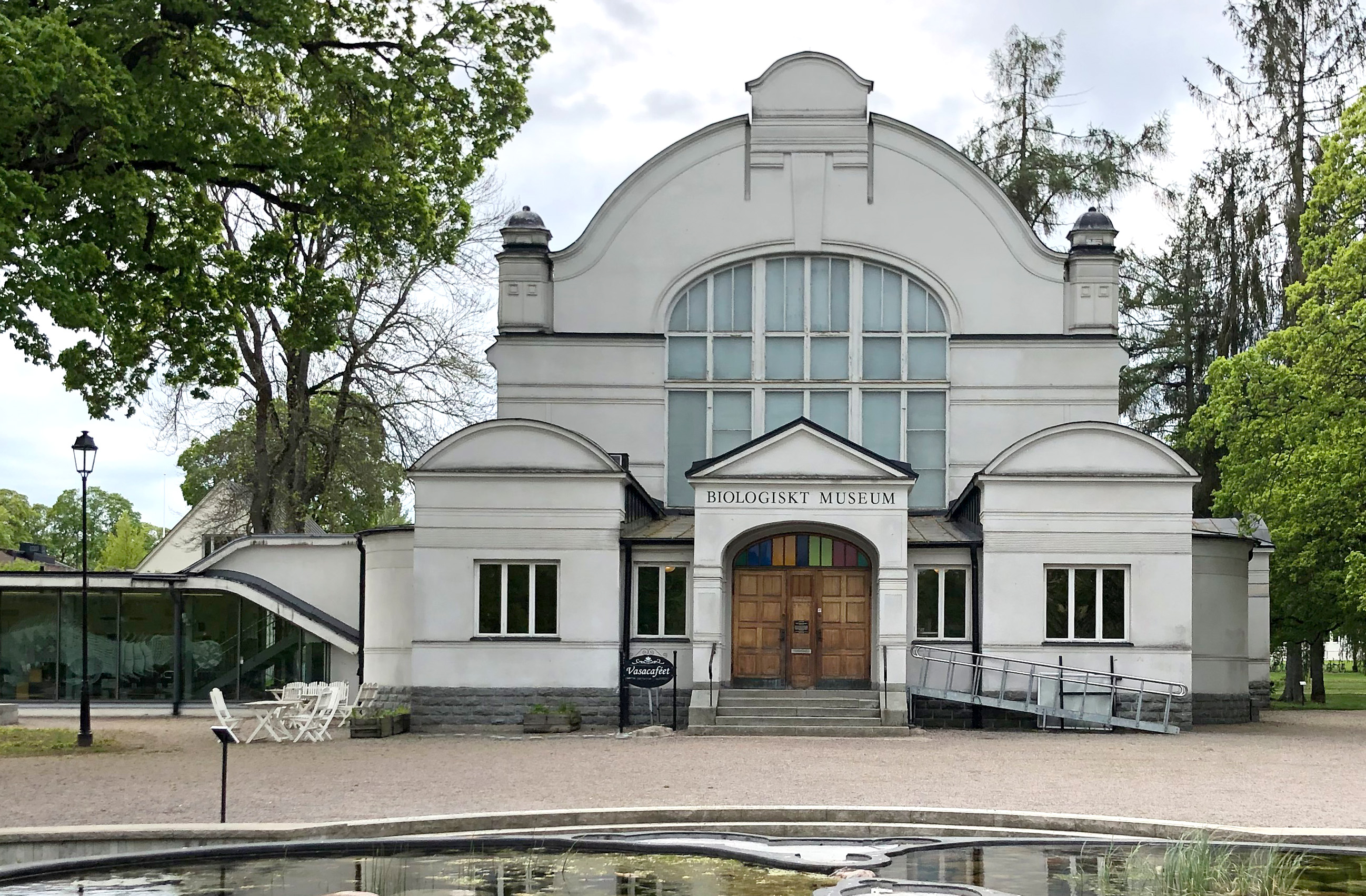
Biologiska museet i södra änden av parken.

Vasaparken är en park i Luthagen i Uppsala. Invid Vasaparken ligger Vasahuset och i parken ligger Biologiska museet. Parken gränsar till Katedralskolan och dess rektorsgård.

## Historik
Vasaparken kallas även Skolparken eller Biologiska parken. Skolparken anlades 1911 efter en ritning från 
akademiörtagårdsmästare Ivan Örtendahl, samt delvis efter ett förslag av trädgårdsdirektören Enoch Cederpalm.
En stor plaskdamm som anlagts efter parkens tillblivande gav stadens barn en plats för lek, men denna damm är sedan länge igenlagd. Dammen tillkom 1933 när drätselkammaren beslöt att "låta såsom kommunalt reservarbete för arbetslösa anlägga en s.k. plaskdamm för barn i Biologiska parken". Bilden visar dammen och Börjegårdarna, ett föreningshus ritat av stadsarkitekt Gunnar Leche 1935.
Parkens ursprungliga utformning och växtmaterial följde ett biologiskt-ekologiskt system, från Kyrkogårdsgatan räknat, i tre enheter, Norrland, Svealand och Götaland. Denna zonindelning av parken har dock sedan länge gått förlorad.

## Bilder

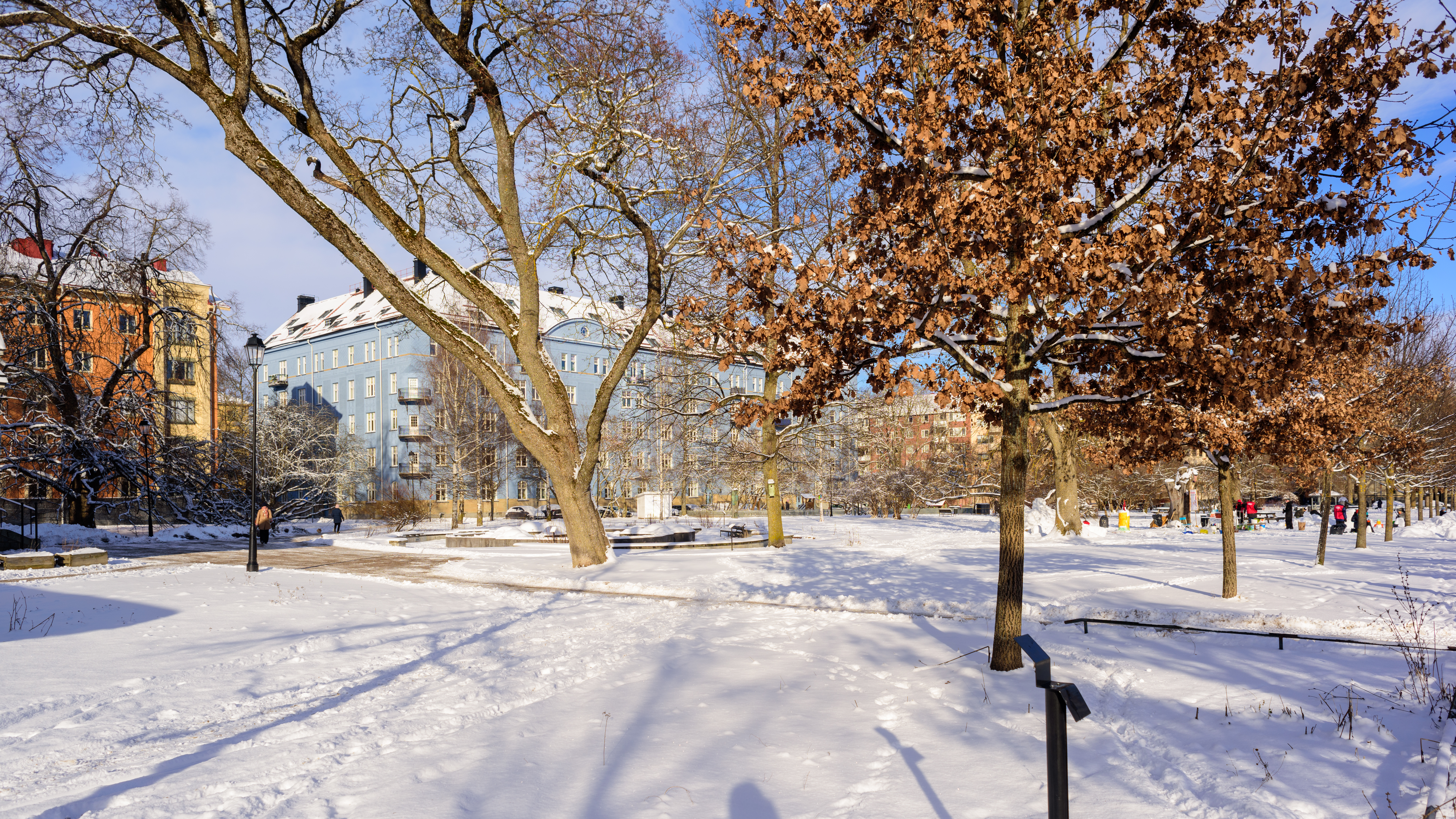
Vasaparken med Vasahuset i bakgrunden.
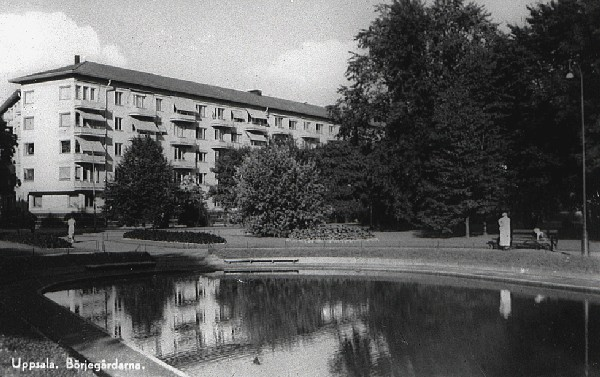
Plaskdammen mot norr
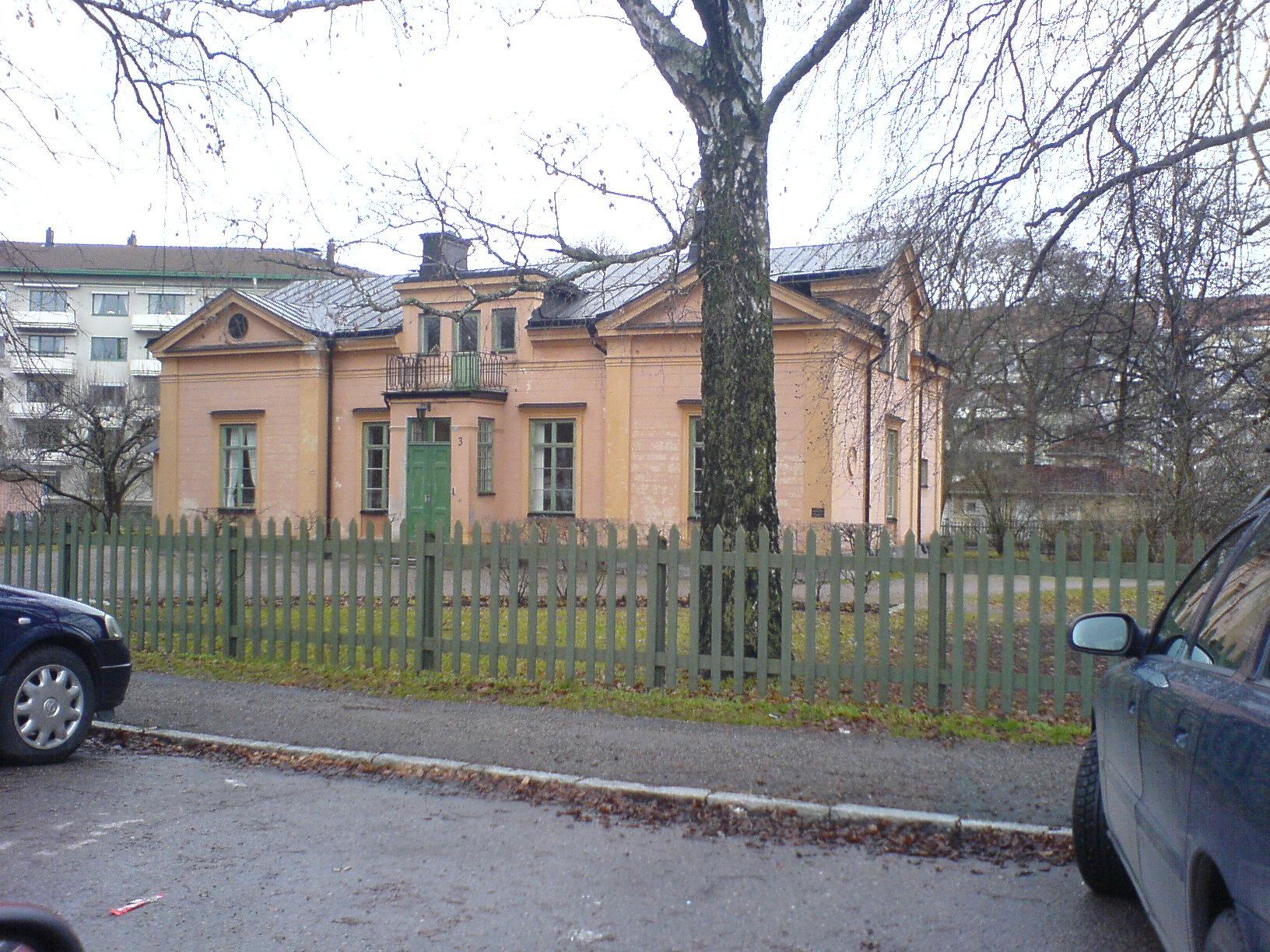
Rektorsgården i närheten